# Haris Handžić
Haris Handžić (Szarajevó, 1990. június 20. –) bosnyák válogatott labdarúgó.

## Pályafutása
A csatárként játszó Handžić hazájában, az FK Sarajevo csapatában kezdett futballozni. Itt két szezon alatt 34 bajnokin kilencszer talált az ellenfelek hálójába. Az ezt követő években több csapatnál is megfordult, légióskodott a lengyel KKS Lech Poznańban és a liectensteini FC Vaduzban is. A FK Borac Banja Luka csapatában 2014-ben tíz bajnokin nyolc gólt ért el. Ezt követően az orosz FK Ufa szerződtette, a Premjer League-ben két év alatt 48-szor kapott lehetőséget. 2016 őszén a horvát HNK Rijeka játékosa volt. 2017. február 2-án igazolt a Debreceni VSC-hez. Az akkor kiesés ellen küzdő, majd a 8. helyen záró, így végül bennmaradó DVSC-ben tizenkét bajnokin két gólt szerzett. A szezon végén felbontották a szerződését.
A kétszeres bosnyák válogatott Handžić 2007-ben mutatkozott be a bosnyák válogatott színeiben Lengyelország csapata ellen.

## Mérkőzései a bosznia-hercegovinai válogatottban
| #  | Dátum              | Ellenfél      | Eredmény | Kiírás              | Esemény |
| -- | ------------------ | ------------- | -------- | ------------------- | ------- |
| 1. | 2007. december 15. | Lengyelország | 0 – 1    | barátságos mérkőzés | 78'     |
| 2. | 2008. június 1.    | Azerbajdzsán  | 1 – 0    | barátságos mérkőzés | 46'     |

## Sikerei, díjai
- Lech Poznań:
  - Ekstraklasa: 2009–2010
  - Lengyel kupa: 2008–2009
  - Lengyel szuperkupa: 2009
- Vaduz:
  - Liechtensteini kupa: 2013–2014
- Rijeka:
  - Horvát bajnok: 2016–2017
  - Horvát kupagyőztes: 2016–2017
- Zrinjski:
  - Bosznia-hercegovinai labdarúgó-bajnokság: 2017–2018
- Sarajevo:
  - Bosznia-hercegovinai labdarúgó-bajnokság: 2018–2019, 2019–2020
  - Bosznia-hercegovinai kupa: 2018–2019, 2020–2021